# Арс (часопис)
Арс (од латинског ријечи за умјетност) је црногорски мјесечни културно-политички часопис, усмјерен на теме за књижевности, културе и друштвених питања.
Почео је да излази 1986. године на Цетињу (тада део СР Црне Горе, Југославија). Један од оснивача и првих уредника часописа био је Славко Перовић, касније вођа либералног и антиратног покрета у Републици Црној Гори током ратова за југословенско наслијеђе.
Часопис тренутно издаје културна невладина организација Отворени културни форум (ОКФ) са сједиштем на Цетињу, Црна Гора.